# Маршал (Арканзас)
Маршал (енгл. Marshall) град је у америчкој савезној држави Арканзас.

## Демографија
По попису из 2010. године број становника је 1.355, што је 42 (3,2%) становника више него 2000. године.
| Група             | 2000.         | 2010.         |
| Белци             | 1.284 (97,8%) | 1.241 (91,6%) |
| Афроамериканци    | 1 (0,1%)      | 2 (0,1%)      |
| Азијати           | 0 (0,0%)      | 4 (0,3%)      |
| Хиспаноамериканци | 13 (1,0%)     | 54 (4,0%)     |
| Укупно            | 1.313         | 1.355         |